# Waynesville (Severní Karolína)
Waynesville je město v okrese Haywood ve státě Severní Karolína ve Spojených státech amerických. V roce 2010 zde žilo 10 191 obyvatel. S celkovou rozlohou 20,1 km² byla hustota zalidnění 460,1 obyvatel na km².

## Geografie
Waynesville se nachází na 35°29′0″ s. š., 82°59′40″ z. d..

## Podnebí
| Waynesville – podnebí       | Waynesville – podnebí | Waynesville – podnebí | Waynesville – podnebí | Waynesville – podnebí | Waynesville – podnebí | Waynesville – podnebí | Waynesville – podnebí | Waynesville – podnebí | Waynesville – podnebí | Waynesville – podnebí | Waynesville – podnebí | Waynesville – podnebí | Waynesville – podnebí |
| Období                      | leden                 | únor                  | březen                | duben                 | květen                | červen                | červenec              | srpen                 | září                  | říjen                 | listopad              | prosinec              | rok                   |
| --------------------------- | --------------------- | --------------------- | --------------------- | --------------------- | --------------------- | --------------------- | --------------------- | --------------------- | --------------------- | --------------------- | --------------------- | --------------------- | --------------------- |
| Nejvyšší teplota [°C]       | 26                    | 26                    | 32                    | 32                    | 33                    | 37                    | 37                    | 36                    | 33                    | 32                    | 28                    | 26                    | 37                    |
| Průměrné denní maximum [°C] | 9,4                   | 11,3                  | 15,3                  | 19,8                  | 23,8                  | 27,2                  | 28,6                  | 28,2                  | 25                    | 20,6                  | 15,6                  | 10,6                  | 19,6                  |
| Průměrné denní minimum [°C] | −4,8                  | −3,3                  | 0                     | 3,8                   | 8,4                   | 12,9                  | 15,1                  | 14,8                  | 10,9                  | 4,7                   | −0,2                  | −3,6                  | 4,9                   |
| Nejnižší teplota [°C]       | −30                   | −27                   | −22                   | −9                    | −4                    | −1                    | 4                     | 3                     | −3                    | −11                   | −18                   | −22                   | −30                   |
| Průměrné srážky [mm]        | 110                   | 113,8                 | 111,5                 | 95,5                  | 109,5                 | 103,4                 | 94,2                  | 106,7                 | 100,1                 | 67,3                  | 94,7                  | 102,6                 | 1 209,3               |
| Sněžení [cm]                | 119                   | 76                    | 64                    | 30                    | 5                     | 0                     | 0                     | 0                     | 0                     | 0                     | 10                    | 51                    | 355                   |
| Zdroj: NOAA 1981-2010       |                       |                       |                       |                       |                       |                       |                       |                       |                       |                       |                       |                       |                       |